# Museu da Fábrica do Chocolate
O Museu da Fábrica do Chocolate abriu em 2014 e localiza-se na cidade de Viana do Castelo, em Portugal. 
Constitui-se em um museu temático dedicado ao chocolate da produção, transformação, história e consumo.
O museu ocupa uma área total de 500 m2 divididos em 5 espaços distintos, interligados e organizados em circuito.

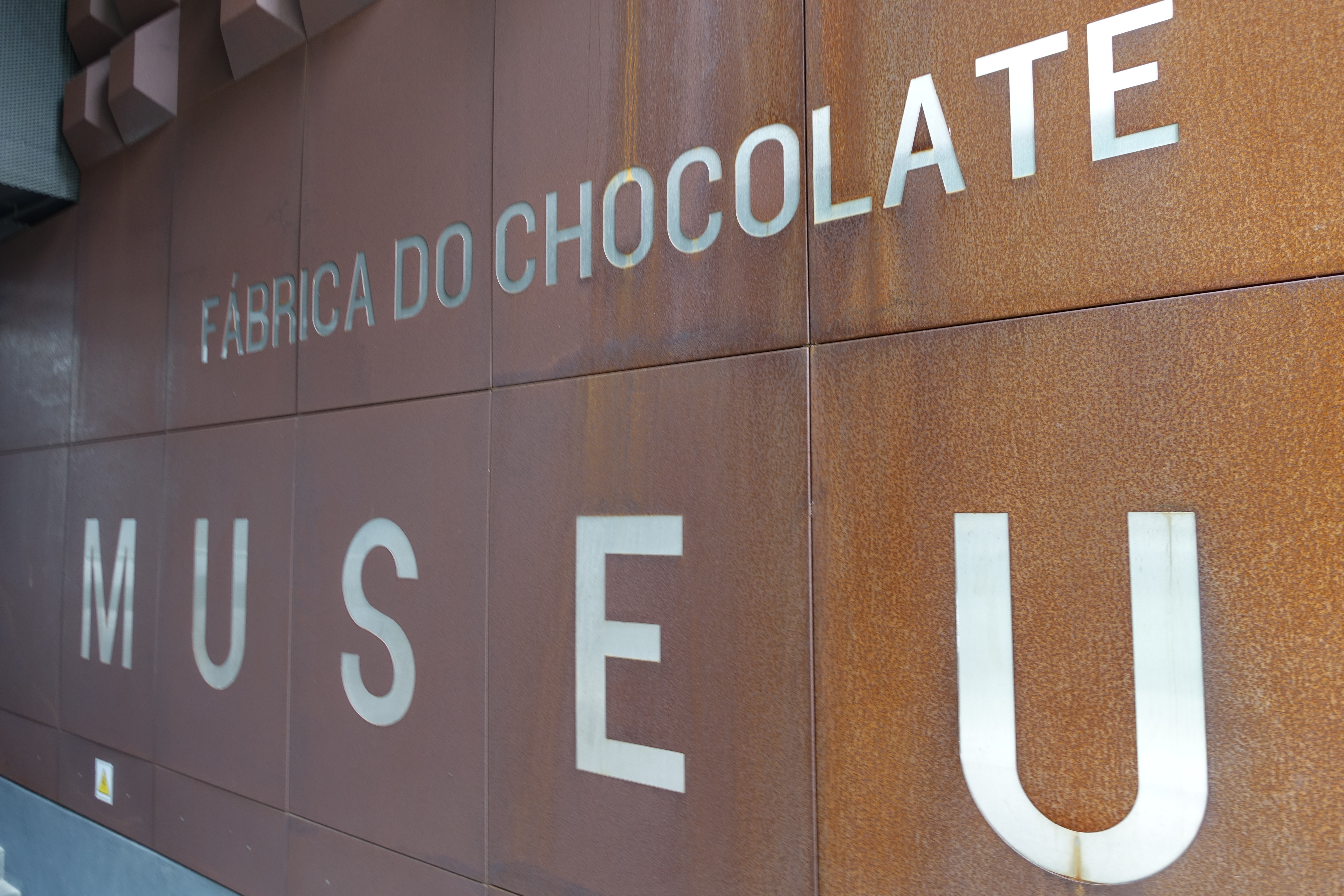
Entrada do museu

## História
O edifício foi sede da fábrica de chocolate Avianense até 2004.
Foi recuperado integrando um projecto turístico que inclui o Hotel Fábrica do Chocolate, um restaurante e o museu.

## Espaços do museu
O museu apresenta um conceito lúdico e interativo onde o visitante é convidado a fazer uma viagem no tempo para conhecer a história da descoberta do cacau e as diferentes regiões de produção através de realidade aumentada, salas 4D, experiências 3D e videowalls.
Na sala onde se recria a plantação de cacau ouve-se o canto de pássaros exóticos, respira-se o cheiro da terra e sente-se calor e humidade, condições próprias das regiões onde se cultiva da planta.
Na segunda sala o visitante é transportado às primeiras civilizações que utilizaram o cacau na alimentação, recriando momentos da história de Astecas e Maias.
Há também uma sala dedicada ao percurso do navegador espanhol, Hernán Cortez, que à chegada à América do Sul descobriu o cacau e o introduziu na Europa.
O museu inclui ainda uma sala que retrata a expansão do chocolate pelo mundo e termina num espaço que recria todo o processo de produção, tal como numa unidade fabril.

## Galeria

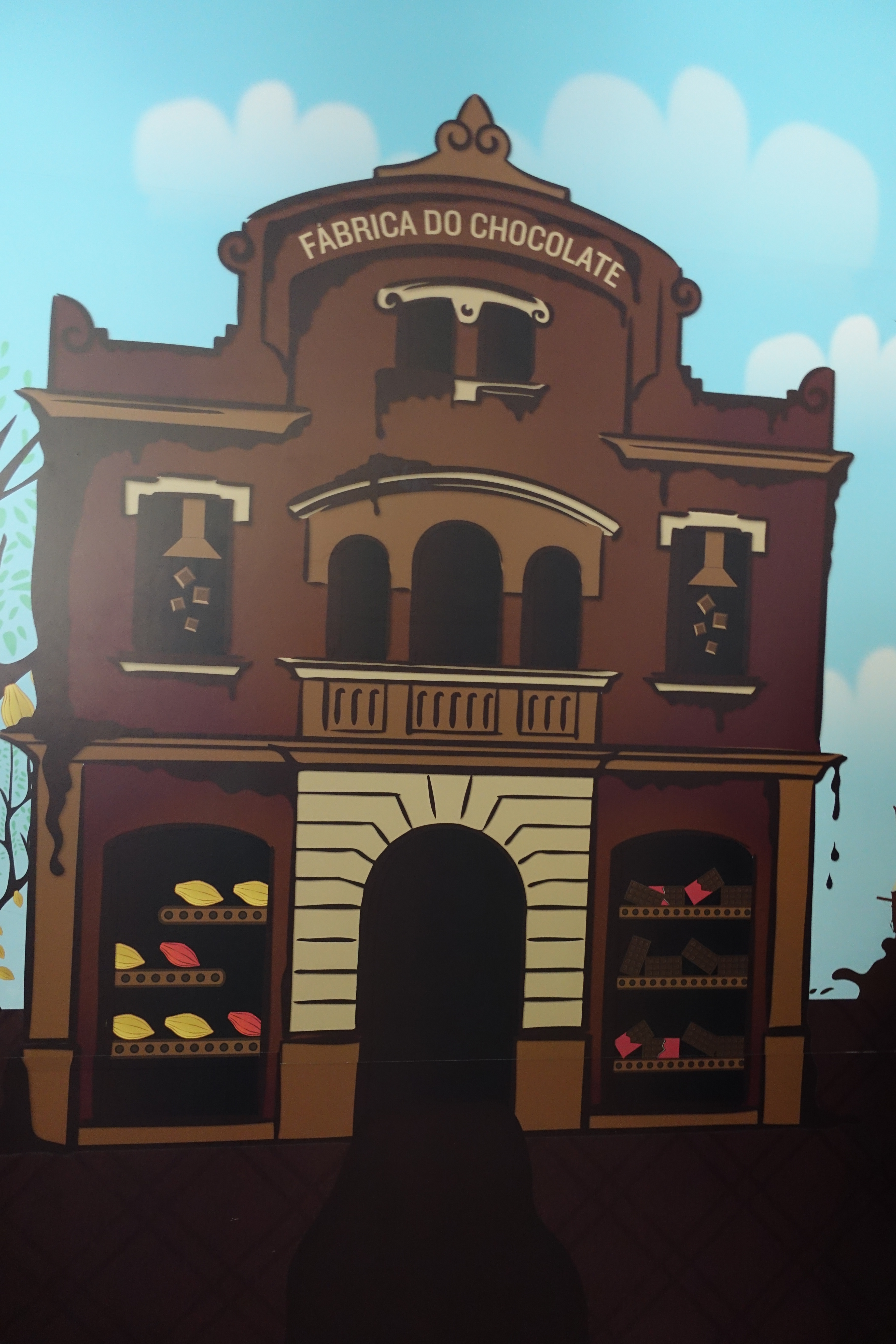
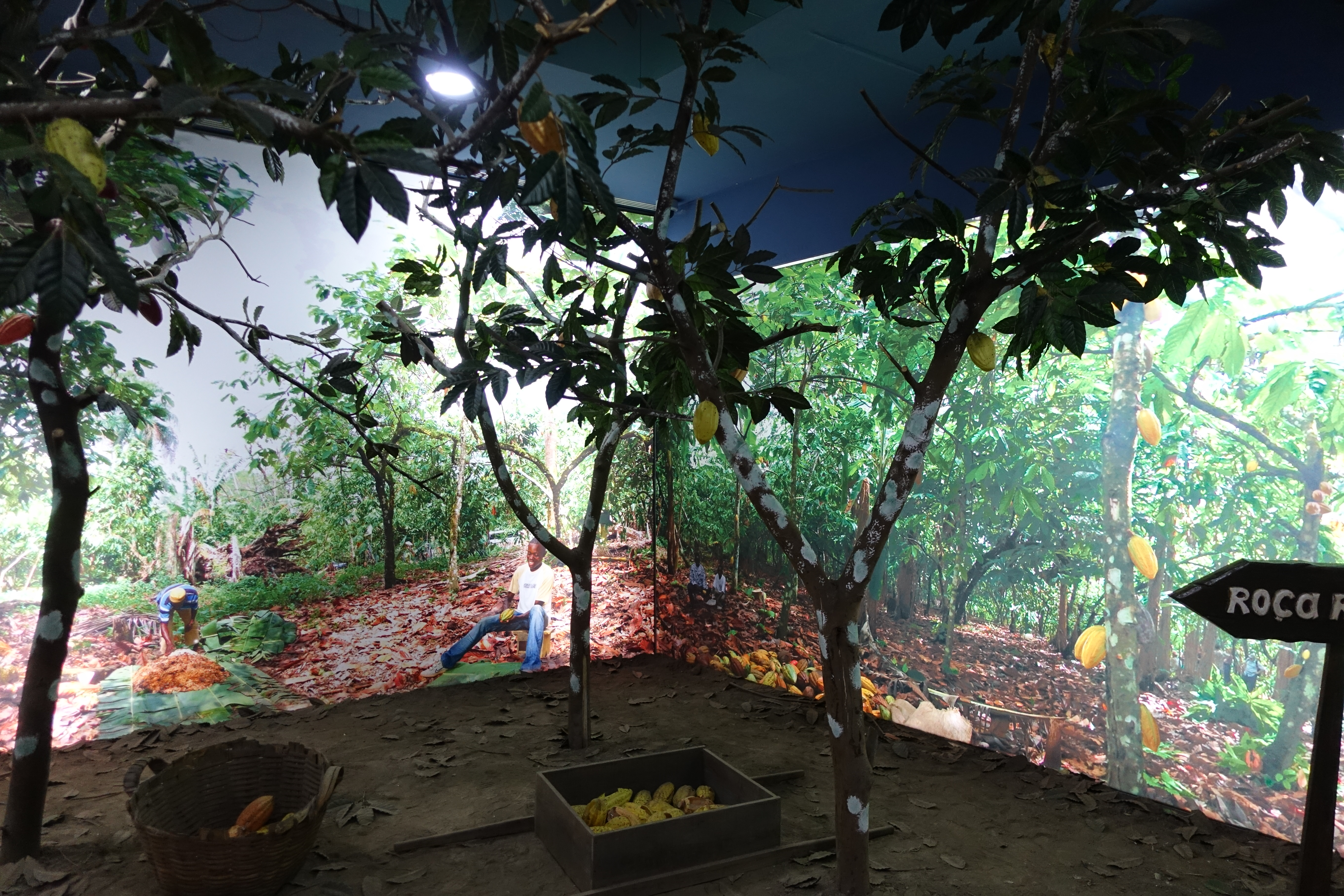
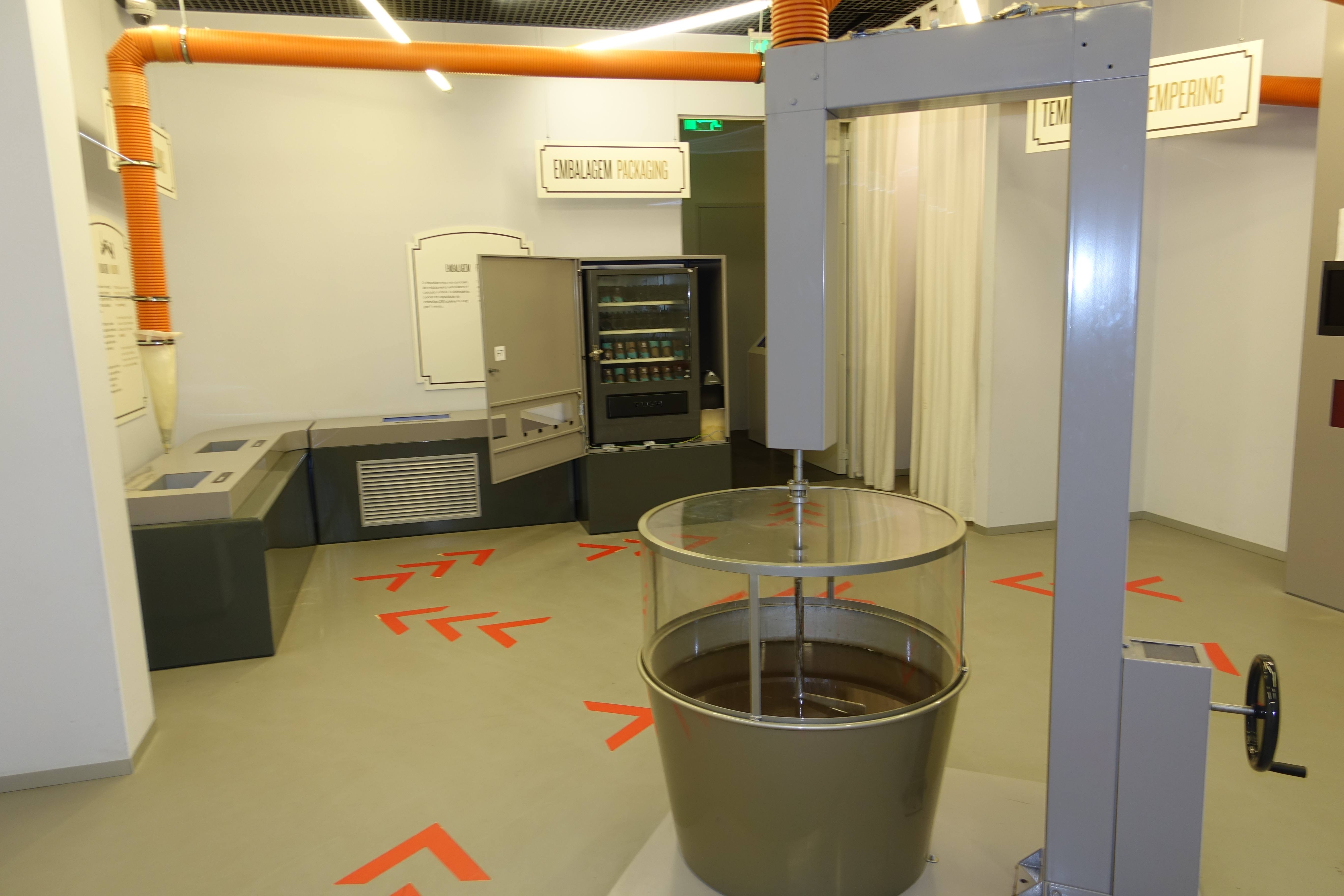